# Valorie Curry
Valorie Curry (Contea di Orange, 12 febbraio 1986) è un'attrice statunitense.

## Biografia
Valorie è la più giovane di tre figli, nata ad Orange County, in California.
Ha conseguito il diploma alla Sonora High School di La Habra, California nel 2004.
Successivamente ha frequentato la California State University Fullerton ottenendo la laurea in teatro.
Ha lavorato con The Second City, gruppi teatrali Phantom Projects, esibendosi in ruoli come Jennie Mae in The Diviners, Monique in Out, Out, Brief Candle!, Oklahoma!, Bus Stop, How to Succeed in Business Without Really Trying, e The Diary of Anne Frank (Il diario di Anna Frank).
Nel 2011 ha preso parte all'animazione Kara, realizzata dalla casa produttrice di videogiochi Quantic Dream, produttrice di Heavy Rain e Beyond: Two Souls, nella quale recita la protagonista omonima. 
Nel 2012 assume il ruolo di Charlotte nell'ultimo capitolo del franchise di successo The Twilight Saga: Breaking Dawn - Parte 2.
Nel 2013 è tra i protagonisti della serie televisiva The Following nel ruolo di Emma Hill, braccio destro del pluriomicida Joe Carroll (James Purefoy), ruolo che mantiene anche nel 2014, durante la seconda stagione.
Dal 2016 al 2019 è nel cast della serie TV The Tick, prodotta da Amazon, nel ruolo di Dot Everest. Nel maggio 2018 esce il videogioco Detroit: Become Human, sviluppato dalla software house francese Quantic Dream, usando come base di partenza la demo di Kara del 2011 alla quale Valorie Curry si era prestata per il volto e le animazioni. Qui si presta di nuovo a impersonare l'androide Kara, recitando mediante la tecnica del motion capture.

## Filmografia

### Cinema
- The Twilight Saga: Breaking Dawn - Parte 2 (The Twilight Saga: Breaking Dawn - Part 2), regia di Bill Condon (2012)
- American Pastoral, regia di Ewan McGregor (2016)
- Blair Witch, regia di Adam Wingard (2016)
- After Darkness, regia di Batan Silva (2018)
- L'eredità della vipera (Inherit the Viper), regia di Anthony Jerjen (2019)

### Televisione
- Veronica Mars – serie TV, 6 episodi (2005-2006)
- CSI: NY – serie TV, episodio 8x01 (2011)
- Psych – serie TV, episodio 6x11 (2012)
- The Following – serie TV, 29 episodi (2013-2014)
- House of Lies – serie TV, 10 episodi (2015-2016)
- The Tick – serie TV, 22 episodi (2017-2019)
- Il simbolo perduto (The Lost Symbol) – serie TV, 10 episodi (2021)
- The Boys - serie TV (2024-in corso)

### Doppiatrice
- Kara, regia di David Cage - cortometraggio (2012)
- Detroit: Become Human – videogioco (2018)

## Doppiatrici italiane
Nelle versioni in italiano delle opere in cui ha recitato, Valorie Curry è stata doppiata da:
- Emanuela Damasio in The Following, Detroit: Become Human
- Benedetta Degli Innocenti in American Pastoral, The Tick
- Valentina Mari in Psych, Blair Witch
- Gilberta Crispino in Veronica Mars
- Katia Sorrentino ne Il simbolo perduto
- Alessia Amendola in The Boys